# Reli Sanremo
Reli Sanremo je reli utrka koja se održava na asfaltiranim cestama oko talijanskog grada Sanrema. Bila je dio Svjetskog prvenstva u reliju od prve sezone svjetskog prvenstva 1973.g. do 2004.g, izuzevši sezonu 1995.g. Od sezone 2004. se talijanska dionica svjetskog prvenstva preselila na otok Sardinija, gdje se održava na zavojitim, planinskim cestama oko grada Proto Cervo i naziva se Reli Sardinija.
Reli Sanremo je danas (2008.) utrka koja se boduje za talijansko prvenstvo u reliju.

## Povijest
Prvi "Rallye Internazionale di Sanremo" održan je 1928. Još jedna uspješna utrka održana je 1929.g. nakon čega su organizatori se odlučili organizirati cestovnu utrku kroz grad umjesto relija. 
Prva takva utrka,  1° Circuito Automobilistico Sanremo, održana je 1937. i pobijedio je Achille Varzi. Reli Sanremo ponovno se počeo organizirati 1961.g. kao Rallye dei Fiori ("Reli cvjetova") i održava se do danas (2008.) svake godine.
Od 1970. do 1972, Reli Sanremo bio je dio Međunarodnog prvenstva za proizvođače. Od 1973. do 2003. svake godine utrka je bila na rasporedu Svjetsko prvenstva u reliju, osim 1995.g. kada je utrka održana kao dio FIA 2-Litrenog Svjetsko prvenstva za proizvođače. 

## Dosadašnji pobjednici

### Vrijeme Svjetskog prvenstva u reliju (1973. – 2004.)
- 2003. – Sébastien Loeb, Citroën
- 2002. – Gilles Panizzi, Peugeot
- 2001. – Gilles Panizzi, Peugeot
- 2000. – Gilles Panizzi, Peugeot
- 1999. – Tommi Mäkinen, Mitsubishi
- 1998. – Tommi Mäkinen, Mitsubishi
- 1997. – Colin McRae, Subaru
- 1996. – Colin McRae, Subaru
- 1995. – Piero Liatti, Subaru (non-WRC)
- 1994. – Didier Auriol, Toyota
- 1993. – Gianfranco Cunico, Ford
- 1992. – Andrea Aghini, Lancia
- 1991. – Didier Auriol, Lancia
- 1990. – Didier Auriol, Lancia
- 1989. – Miki Biasion, Lancia
- 1988. – Miki Biasion, Lancia
- 1987. – Miki Biasion, Lancia
- 1986. – Markku Alén, Lancia
- 1985. – Walter Röhrl, Audi
- 1984. – Ari Vatanen, Peugeot
- 1983. – Markku Alén, Lancia
- 1982. – Stig Blomqvist, Audi
- 1981. – Michele Mouton, Audi
- 1980. – Walter Röhrl, Fiat
- 1979. – Antonio Fassina, Lancia
- 1978. – Markku Alén, Lancia
- 1977. – Jean-Claude Andruet, Fiat
- 1976. – Björn Waldegard, Lancia
- 1975. – Björn Waldegard, Lancia
- 1974. – Sandro Munari, Lancia
- 1973. — Jean-Luc Thérier, Alpine-Renault

(1995.g. reli se bodovao sam za 2-litreni Svjetski kup)

### Vrijeme prije Svjetskog prvenstva u reliju
| Sezona | Utrka                                 | Vozač                 | Automobil                  |
| ------ | ------------------------------------- | --------------------- | -------------------------- |
| 1928.  | Rallye Internazionale di Sanremo      | Urdareanu             | Fiat 520                   |
| 1929.  | Rallye Internazionale di Sanremo      | Urdareanu             | Fiat 521                   |
| 1961.  | 1º Rallye dei Fiori                   | De Villa              | Alfa Romeo Giulietta       |
| 1962.  | 2º Rallye dei Fiori                   | Frescobaldi           | Lancia Flavia              |
| 1963.  | 3º Rallye dei Fiori                   | Franco Patria         | Lancia Flavia Coupè        |
| 1964.  | 4º Rallye dei Fiori                   | Erik Carlsson         | Saab 96 Sport              |
| 1965.  | 5º Rallye dei Fiori                   | Leo Cella             | Lancia Fulvia 2C           |
| 1966.  | 6º Rallye dei Fiori                   | Leo Cella             | Lancia Fulvia HF           |
| 1967.  | 7º Rallye dei Fiori                   | Jean-François Piot    | Renault Gordini            |
| 1968.  | 8º Rallye di Sanremo                  | Pauli Toivonen        | Porsche 911                |
| 1969.  | 9º Rallye di Sanremo                  | Harry Källström       | Lancia Fulvia HF           |
| 1970.  | 1º Sanremo-Sestriere - Rally d'Italia | Jean-Luc Thérier      | Alpine-Renault A110 1600   |
| 1971.  | 2º Sanremo-Sestriere - Rally d'Italia | Ove Andersson         | Alpine-Renault A110 1600   |
| 1972.  | 14º Rallye Sanremo                    | Amilcare Ballestrieri | Lancia Fulvia 1.6 Coupé HF |

### Noviji rezultati (2004. – 2007.)
| Sezona | Utrka              | Vozač             | Automobil            |
| ------ | ------------------ | ----------------- | -------------------- |
| 2004.  | 46º Rallye Sanremo | Renato Travaglia  | Peugeot 206 XS S1600 |
| 2005.  | 47º Rallye Sanremo | Alessandro Perico | Renault Clio S1600   |
| 2006.  | 48º Rallye Sanremo | Paolo Andreucci   | Fiat Punto S2000     |
| 2007.  | 49º Rallye Sanremo | Luca Rossetti     | Peugeot 207 S2000    |

## Vanjske poveznice
- Službene internet stranice